# Gailtalalperna
Gailtalalperna (tyska: Gailtaler Alpen) är en bergskedja i Österrike. Den ligger i den centrala delen av landet, 300 km sydväst om huvudstaden Wien.
I omgivningarna runt Gailtaler Alpen växer i huvudsak blandskog. Runt Gailtaler Alpen är det ganska glesbefolkat, med 24 invånare per kvadratkilometer.